# عقوبات دولية

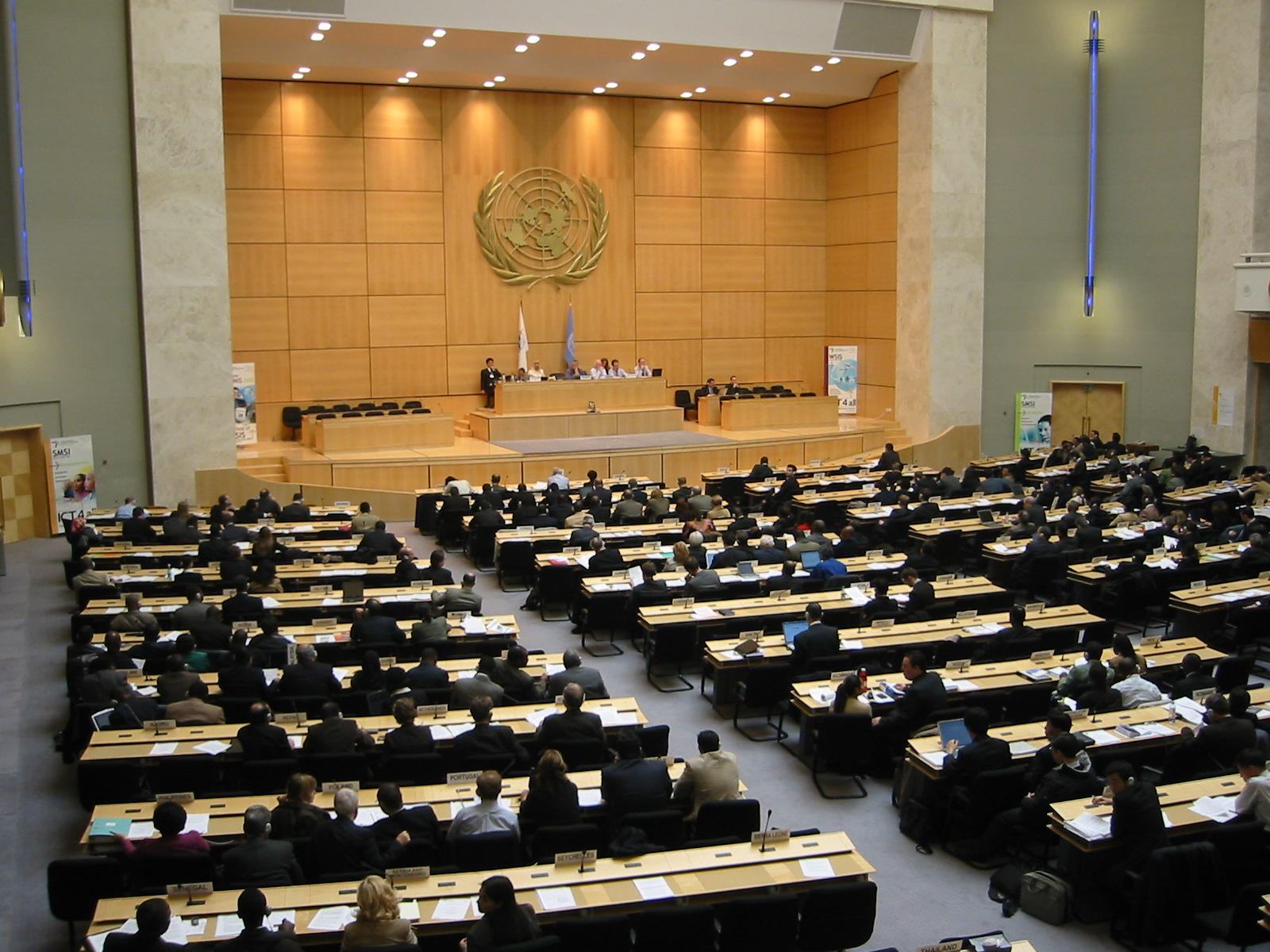

العقوبات الدولية هي مجموعة من القرارات السياسية والاقتصادية التي تشكل جزءا لا يتجزأ من الجهود الدبلوماسية الحكومية التي تبذلها البلدان المتعددة الأطراف والمنظمات الإقليمية ضد الدول والمنظمات. أما لحماية مصالح الأمن القومي أو الحماية القانون الدولي والدفاع ضد التهديدات بمختلف اشكالها التي يتعرض لها السلام والأمن الدولي. تتضمن هذه القرارات بشكل أساسي فرض مؤقت لهدف تحقيق القيود الاقتصادية والتجارية والدبلوماسية وغيرها من (التدابير الجزائية) التي يتم رفعها عندما لا يتم تطبيق المخاوف الأمنية المحفزة وعندما لا تظهر أي تهديدات جديدة.
وفقا لميثاق الأمم المتحدة، إن مجلس الأمن التابع للأمم المتحدة هو الوحيد الذي لديه الحق في تفويض من المجتمع الدولي بتطبيق العقوبات وفقا (للمادة 41) التي يجب أن تلتزم بها جميع دول الأعضاء في الأمم المتحدة وفقا (للمادة 2,2). أنها بمثابة أقوى الوسائل السلمية للمجتمع الدولي لمنع التهديدات للسلم والأمن الدوليين أو تسويتها. لا تشمل العقوبات استخدام القوة العسكرية، ومع ذلك إذ لم تؤد العقوبات إلى التسوية الدبلوماسية للنزاع، فيمكن لمجلس الأمن السماح باستخدام القوة بشكل منفصل بموجب (المادة 42).  
لا يمكن الخلط بين عقوبات الأمم المتحدة والعقوبات الأحادية التي تفرضها على الدول لتعزيز مصالحها الإستراتيجية، عادةً ما تهدف إلى الضغوط الاقتصادية الحازمة، ويمكن أن تتراوح التدابير المُطبقة بموجب العقوبات الانفرادية بين الجهود الدبلوماسية القسرية أو الحرب الاقتصادية أو باعتبارها تمهيدا للحرب بين دولتين وأكثر.
هناك عدة أنواع من العقوبات:
- العقوبات الاقتصادية: عادةً ما يكون فرض الحظر على التجارة وربما يقتصر على قطاعات معينة مثل الأسلحة والمعدات العسكرية أو بعض الاستثناءات مثل (الغذاء والدواء).[6]
- العقوبات الدبلوماسية: تشمل الحد من العلاقات الدبلوماسية أو أزالتها، مثل السفارات.
- العقوبات العسكرية: تشمل التدخل العسكري.
- العقوبات الرياضية: هي التي تمنع الناس والفِرق في البلد الواحد من التنافس في الأحداث الدولية.
- العقوبات البيئية: منذ إعلان مؤتمر الأمم المتحدة المعني بالبيئة البشرية، زادت الجهود الدولية لحماية البيئة تدريجيا.

وتتميز العقوبات الاقتصادية عن العقوبات التجارية التي تطبق لأسباب اقتصادية بحتة وعادةً ما تأخذ شكل تعريفات أو تدابير مماثلة بدلا من فرض العقوبات والحظر على التجارة.

## الأنواع

### أسباب العقوبات
صممت تركيبات العقوبات إلى ثلاث فئات، إذ تستخدم الفئات للتميز بين السياقات السياسية بسبب الطبيعة العالمية للقانون.
تَنص الفئة الأولى على هذه العقوبات التي تم تصميمها لإلزام التعاون مع القانون الدولي، ويمكن ملاحظة ذلك في العقوبات المفروضة على العراق في القرار رقم 661)) في 6 أغسطس 1990، بعد الغزو الأولي للكويت المجاورة. فرضت الأمم المتحدة حظرا على الأمة العراقية في محاولة لمنع النزاع المسلح، ثم ألحق بالقرار 665)) والقرار (670) أيضا، مما أدى إلى فرض حصار بحري وجوي على العراق. كان الغرض من العقوبات الأولية هو إجبار العراق على إتباع القانون الدولي والذي يضمن سيادة الكويت المعترف بها.
الفئة الثانية التي تم إقرارها هي تلك العقوبات التي تهدف إلى احتواء التهديد الذي يحيط السلام داخل الحدود الجغرافية. أفضل مثال معاصر لهذه الفئة هي مناقشة الانتشار النووي الإيراني لعام 2010))، إذ اقر مجلس الأمن الحالي للأمم المتحدة في 9) يونيوعام 1929) القرار الذي ينص على فرض قيود على المواد الصاروخية والأسلحة التي يمكن استخدامها لإنشاء أسلحة مدمرة. مبدأ التقييد هذا هو لاحتواء أمكانية العدوان الإيراني داخل المنطقة المجاورة.
تتضمن الفئة الثالثة إدانة مجلس الأمن التابع للأمم المتحدة لإجراءات سياسية أو خطط عمل محددة من جانب دولة عضو/ غير عضو. أعلنت الأقلية البيضاء إعلانا عن استقلال روديسيا في (11 نوفمبر 1965). وتولت الجمعية العامة والأمم المتحدة وأجرت (107) صوت مقابل صوتين، إذ تم إدانة روديسيا على جميع المنتجات العسكرية والاقتصادية والنفطية. أجري العرض الدولي للعقوبات القسرية على شعب روديسيا ولكن دون هدف واضح فيما يتعلق بمعالجة العقوبات الاقتصادية.
الفئات الثلاثة عبارة عن تفسير شامل للأسباب التي تطبق بها العقوبات على الدول، ولكن لا يمكن القول بأن الأعضاء المصوتين لهم نفس الأسباب السياسية لفرضها. غالبا ما يكون الأمر بالنسبة العديد من الدول هو الدافع وراء المصالح الذاتية في معيارٍ واحد أو أكثر عند التصويت على تطبيق العقوبات أم لا.

### العقوبات الدبلوماسية
هي التدابير السياسية التي اتُخذت للتعبير عن الرفض أوعن أوضاعه في عمل معين من خلال الوسائل الدبلوماسية والسياسية، بدلا من التأثير على العلاقات الاقتصادية أو العسكرية، وتشمل التدابير القيود أو إلغاء الزيارات الحكومية الرفيعة المستوى أو طرد أو سحب البعثات الدبلوماسية أو الموظفين.

### العقوبات الاقتصادية
يمكن أن تختلف العقوبات الاقتصادية من فرض رسوم الاستيراد على البضائع أو منع تصدير سلع معينة من البلد المستهدف إلى حصار بحري كامل للموانئ المستهدفة في محاولة للتحقق من السلع المستوردة المحددة وكبحها أو حضرها.
ومن الأمثلة المعروفة للعقوبات الاقتصادية:
- الحصار القاري لنابليون من (1806-1814)، الموجهة ضد التجارة البريطانية.[12]
- عقوبات الأمم المتحدة ضد جنوب أفريقيا.
- عقوبات الأمم المتحدة ضد زيمبابوي.
- عقوبات الأمم المتحدة ضد العراق (1990-2003).
- الحصار الذي تفرضه الولايات المتحدة على (كوبا).

منذ عام (1993) فرضت العديد من الدول عقوبات تجارية على بورما.
تثير حالة جنوب أفريقيا المثال النموذجي المستخدم في الدفاع عن فعالية العقوبات، على الرغم من إن الفعالية المزعومة لا تزال موضع نقاش.
فرضت الولايات المتحدة عام (2001/2002) عقوبات اقتصادية على ولاية زيمبابوي، من خلال القانون الديمقراطي والانتعاش الاقتصادي في زيمبابوي لعام (2001) باستخدام حق النقض أو التصويت ضد الحصول على التمويل وتخفيف عبء الديون وإعادة جدول الديون وإجبار حكومة زيمبابوي على العمل على أساس نقدي فقط.
في 2أغسطس عام 2017, وقع الرئيس دونالد ترامب على قانون مواجه والرد على أعداء أمريكا من خلال العقوبات الاقتصادية إذ جمع العقوبات ضد روسيا وإيران وكوريا الشمالية.

### العقوبات العسكرية
يُمكن أن تتراوح العقوبات العسكرية من الضربات العسكرية الموجهة بدقة لتحديد دواعي القدرات التقليدية أو غير التقليدية للدولة، إلى الشكل الأقل عدوانية لحظر الأسلحة ولقطع إمدادات الأسلحة أو المواد ذات الاستخدام المزدوج.

### العقوبات الرياضية
تستخدم العقوبات الرياضية كوسيلة للحرب النفسية، إذ تهدف إلى سحق معنويات عامة السكان في البلد المستهدف، والمثال الوحيد الذي استخدمت فيه العقوبات الرياضية هو العقوبات الدولية المفروضة على جمهورية يوغوسلافيا الاتحادية عام (1992-1995) والتي سنها مجلس الأمن التابع للأمم المتحدة بموجب القرار 757. ألزم أتفاق غلينيغلز الذي قدمته رابطة الشعوب البريطانية المعروفة بدول الكومنولث في عام 1977 بعدم تشجيع الاتصال والمنافسة بين الرياضيين والمنظمات الرياضية أو الفرق أو الأفراد من جنوب أفريقيا، ومع ذلك لم يكن ملزما وغير قادر على إيقاف الأحداث مثل جولة ليونز البريطانية في جنوب أفريقيا عام 1980، أو جولة اتحاد جنوب أفريقيا للركبي عام 1981 في نيوزيلندا.

### العقوبات المفروضة على الأفراد
يمكن لمجلس الأمن التابع للأمم المتحدة تنفيذ عقوبات على القادة السياسيين أو الأفراد الاقتصاديين، هؤلاء الأشخاص عادةً ما يجدون طرقا للتهرب من جزائهم بسبب علاقتهم بالسياسيين داخل دولتهم.

### العقوبات المفروضة على البيئة
تشمل العقوبات المفروضة على البيئة كل من القضايا الاقتصادية والسياسية مثل التجارة لأن جميع الفروع المذكورة هي مترابطة في بعضها البعض. تعد الموانع التجارية والقيود المفروضة على التجارة من العوامل الرئيسية لأنها تتعامل مع مشاكل الأنواع المهددة بالانقراض والمواد الكيميائية والمواد المستنفذة للأوزون والقوانين البيئية، على الرغم من إن العقوبات والقوانين المتعلقة بالبيئة جديدة نسبيا، إلا إن المخاوف الأخيرة بشأن القضايا البيئية شجعت الحكومات والأفراد على التعاون بنشاط في التعامل مع المشاكل.

## العقوبات في القانون الدولي
تزعم الكيانات المؤيدة لفرض العقوبات على الدول الأخرى، إذ إن العقوبات المفروضة من قبل دولة واحدة أومن قبل هيئة حكومية دولية مثل الأمم المتحدة لأسباب غير قانونية أو جنائية، في حالة العقوبات الاقتصادية يكون للدول المعاقبة الحق في التنمية، أما في حالة العقوبات العسكرية لها حق الدفاع عن النفس.
أنتقد تقرير صدر عام 1996 عن منظمة التقدم الدولي العقوبات باعتبارها شكلا غير شرعيا من العقاب الجماعي لأضعف وأفقر أفراد المجتمع والرضع والأطفال والمرض المزمن والمسنين.

### دعم للاستخدام
لطالما كانت العقوبات موضع جدل، إذ يشكك العلماء في آثارها على المواطنين، ومستوى العرقية الذي ينطوي عليها عند تصميم وتنفيذ العقوبات ومكانية عدم الفعالية.
يزعم مؤيد والعقوبات انه بعض النظر عن آثار العقوبات على مجموعة من الأشخاص، فمن المرجح أن هؤلاء المواطنين تعرضوا للاضطهاد بالفعل من قبل حكومتهم. يجادل المؤيدون أيضا بان العقوبات هي أفضل أداة دولية بديلة، في المقابل عدم اتخاذ أي إجراء وأن الأنظمة القمعية ليس لديها حافز للإصلاح في غياب العقوبات.
إلى جانب المعارضة، يتم التأكيد على أن العقوبات هي وسيلة لتعزيز القيم الأمريكية وتقليص ثقافة الدولة. في حجة مضادة لهذه الفكرة، يتم الاحتجاج بالدعم على أساس انه يجب القيام بشيء ما والاستشهاد بنظرية السلام الديمقراطية كسبب منطقي لأي آثار محتملة لعدم التحسس الثقافية. تجدر الإشارة أيضا إلى إن الولايات المتحدة ليس لديها الكثير لتخسره، فيما يتعلق بآراء الناس حول العالم، إذ إن الكثيرين في جميع أنحاء العالم يعانون بالفعل من كره السياسات والإجراءات الأمريكية.
بالنسبة لتنفيذ العقوبات، يقر المؤيدون بأنه قد تم العثور على عقوبات متعددة الأطراف تعمل بنسبة 33%، ومع ذلك يُقال انه على الرغم من أن العقوبات لم تكن فعالة بنسبة 100% ألا أننا لا نستطيع أن نستهين بفعاليتها.
حل العقوبات... هنالك عدة طرق لإزالة وحل العقوبات التي تم تنفيذها على الدول. في بعض الحالات، كتلك التي نفذت على العراق في عام 1990، لا يمكن استخدام سوى قرار عكسي لإزالة العقوبات، ولا يتم ذلك بشكل عام إلا إذا أظهر الطرف الذي خضع للعقوبة استعدادا لاعتماد شروط معينة في مجلس الأمن، وهنالك طريقة أخرى لإزالة العقوبات عندما يتم تطبيق حدود زمنية مع الجزاء الأولي. بعد فترة طويلة، سيتم رفع العقاب من الأمة في نهاية المطاف، على الرغم من التعاون، ولا يمكن وضع عقوبات إضافية ألا إذا كان مجلس الأمن يعتبر ذلك ضروريا. نمت ممارسة القيود الزمنية على مر السنين وتسمح بالإزالة التدريجية للقيود المفروضة على الدول المطابقة لشروط جزئية على الأقل الشروط التي فرضها مجلس الأمن.  